# 白子温泉
白子温泉（しらこおんせん）は、千葉県長生郡白子町（旧国上総国）にある温泉。付近は千葉県立九十九里自然公園に指定され、白子の砂風呂が房総の魅力500選に選定されている。

## 泉質
- 含ヨウ素 - ナトリウム - 塩化物強塩泉
  - 源泉温度29℃

天然ガスの産出地であり、源泉にヨウ素を多く含むのが特徴である。

## 温泉街

沿線の看板

千葉県の太平洋側に面しており、九十九里浜の南端付近の海岸近くに温泉地が広がる。
5つの海水浴場（剃金・古所・五井・中里・幸治）や、テニスコート・リゾートホテル・民宿が海岸沿いに並ぶ。旅館、ホテルの数は17軒存在する。一部では日帰り入浴をやっているところもある、砂風呂を名物としているところもある。
海岸沿いには、国民宿舎「白子荘」があり、その隣りに町営の日帰り入浴専用施設（温泉健康センター）である「白子町アクア健康センター」が存在した。
「テニス合宿」や「テニスの全国大会」の開催など白子町は、テニスのメッカとして知られており、テニスコートは室内コートなどを合わせて合計340面ほどあり、専用コートを持つ宿泊施設も多い。また、付近には町名の由来となった白子神社があり、桜の名所としても有名である。

## 歴史
温泉の開湯は1989年（平成元年）である。2000メートルボーリングして源泉を開発した。
また白子温泉の泉質は、全国的にも珍しいヨウ素を含んだナトリウム塩化物泉が湧出している。ヨウ素は通常うがい薬や消毒に使われるもので、白子町はこのヨウ素が年間1000トンほど産出している。古くから九十九里浜に位置し、白砂青松をうたわれた名所で、今もその面影を残す温泉地となっている。
わずかに黄色がかっている事から黄金の湯とも称され、美肌効果や保湿効果に優れている。砂風呂は、この地で採掘される天然ガスを利用して古くから存在しており、砂風呂は、鹿児島県の指宿に次ぎ約40年の歴史があるとされる。

## 交通
- 大網駅からの路線と、茂原駅からの路線がメインとなる。また東京駅からの高速バスが1日9往復、千葉駅からの特急バスが1日9往復ある。いずれのバスも小湊鉄道が運行（東京駅からのバスはその他ちばフラワーバスも運行を担当）。
  - JR東日本・JR東海・東京メトロ「東京駅」より高速バスにて「白子車庫」行。
  - JR東日本・千葉都市モノレール・京成電鉄「千葉駅・京成千葉駅」より特急バスにて「白子車庫」行。
  - JR東日本「大網駅」よりバスで約40分。
  - JR外房線「茂原駅」よりバスで約20分。